# Bodies (canção de Robbie Williams)
"Bodies" é uma canção escrita por Brandon Christy, Craig Russo e Robbie Williams, gravada pelo cantor Robbie Williams.
É o primeiro single de seu oitavo álbum de estúdio lançado em 9 de novembro de 2009, Reality Killed the Video Star.

## Paradas
| Parada (2009)                                    | Posições |
| ------------------------------------------------ | -------- |
| Austrália - ARIA Charts                          | 4        |
| Áustria- Ö3 Austria Top 40                       | 1        |
| Bélgica - Ultratop 50 (Flandres)                 | 5        |
| Bélgica - Ultratop 40 (Valônia)                  | 2        |
| Dinamarca - Hitlisten                            | 2        |
| Países Baixos - Acharts.us                       | 1        |
| Europa - Billboard European Hot 100              | 1        |
| Finlândia - Mitä hittiä                          | 2        |
| França- SNEP                                     | 8        |
| Alemanha - Media Control Charts                  | 1        |
| Hungria - MAHASZ                                 | 1        |
| Irlanda - IRMA                                   | 3        |
| Itália - FIMI                                    | 1        |
| Japão - Japan Hot 100                            | 53       |
| Nova Zelândia - RIANZ                            | 30       |
| Noruega - VG-lista                               | 19       |
| Espanha - PROMUSICAE                             | 16       |
| Suécia - Sverigetopplistan                       | 4        |
| Suíça - Schweizer Hitparade                      | 1        |
| Estados Unidos - Billboard Dance/Club Play Songs | 6        |